# Bergbaumuseum Mechernich
Das Bergbaumuseum Mechernich (Grube Günnersdorf) ist ein städtisches Museum in Mechernich im Kreis Euskirchen.
Die Grube Günnersdorf wurde im Jahr 1957 geschlossen. Mit der Schließung endete der Bleibergbau in der Eifel; aber noch heute liegen rund um die Grube Günnersdorf die größten Bleivorkommen Europas. Sie machen etwa 5 % des weltweiten Vorkommens aus, werden aber aus politischen Gründen nicht weiter abgebaut.
Das Bergbaumuseum besteht aus der Grube Günnersdorf und einem Gebäude mit einer Werkstattausstellung. Hier werden Werkzeuge, Fotos usw. aus dem Bleibergbau gezeigt. Dazu kann das 1995 eröffnete Besucherbergwerk besichtigt werden. Auch das frühere Betriebsgelände der ehemaligen Gewerkschaft Mechernicher Werke kann besucht werden.

## Lage
Die Grube Günnersdorf liegt am etwa 60 km langen Bleialf-Rescheid-Mechernicher Gangzug in der Eifel. Auf dem Gangzug bauten – von Südwest nach Nordost – sechs Bergwerke: Reuland in Belgien, Bleialf (Mühlenberger Stollen), Hellenthal (Grube Wohlfahrt), Schmidtheim (Grube Silberberg), Kall (Grube Tanzberg) und die Grube Günnersdorf.
Koordinaten: 50° 35′ 11″ N, 6° 38′ 57″ O